# Printed Electronics Europe
Die Printed Electronics Europe ist die größte europäische Konferenz und Messe für gedruckte Elektronik sowie Dünnschichtelektronik und organische Elektronik. Die Veranstaltung findet seit 2005 jährlich im Frühling statt. Die Teilnehmer trafen sich bei den ersten drei Konferenzen 2005, 2006 und 2007 in Cambridge, von 2008 bis 2010 fand die Veranstaltung dreimal in Dresden sowie im Jahr 2011 in Düsseldorf statt. Seit 2012 befindet sich der Veranstaltungsort in Berlin.
Weiterhin gibt es Printed Electronics Asia und Printed Electronics USA vom gleichen Veranstalter.

## Printed Electronics Europe 08
Die Printed Electronics Europe fand im April 2008 in Dresden statt. Es nahmen 600 Teilnehmer an der Konferenz teil. Bei der begleitenden Ausstellung präsentierten sich 60 Unternehmen. Es wurden u. a. Projekte vorgestellt, bei denen in zwei Wochen von zwei Mitarbeitern genauso viele Papierdatenspeicher hergestellt werden, wie 5000 Beschäftigte brauchen würden, um pro Jahr die gleiche Menge Siliziumchips zu produzieren. Diese Speicher sind allerdings nicht wiederbeschreibbar und brauchen eine deutlich größere Fläche als die Siliziumchips.